# Lista de episódios de Killjoys
Killjoys é uma série de aventura espacial canadense que vai ao ar no canal Space. A série oficialmente se iniciou em 19 de junho de 2015, com uma ordem de 10 episódios.
Killjoys foi renovada para uma terceira temporada de 10 episódios em setembro de 2016, que estreou em 30 de junho de 2017. Até 20 de julho de 2018, 31 episódios de Killjoys foram ao ar.

## Resumo
| Temporada | Temporada | Episódios | Exibição original   | Exibição original     | Lançamento do DVD   | Lançamento do DVD | Lançamento do DVD |
| Temporada | Temporada | Episódios | Season premiere     | Season finale         | Região 1            | Região 2          | Região 4          |
| --------- | --------- | --------- | ------------------- | --------------------- | ------------------- | ----------------- | ----------------- |
|           | 1         | 10        | 19 de junho de 2015 | 21 de agosto de 2015  | 10 de maio de 2016  |                   |                   |
|           | 2         | 10        | 1 de julho de 2016  | 2 de setembro de 2016 | 18 de abril de 2017 |                   |                   |
|           | 3         | 10        | 30 de junho de 2017 | 1 de setembro de 2017 | 17 de abril de 2018 |                   |                   |
|           | 4         | 10        | 20 de julho de 2018 |                       |                     |                   |                   |

## Episódios

### 1ª Temporada: 2015
| # S | # T | Título                   | Diretor(es)     | Roteirista(s)     | Exibição original    | Código de Prod. |
| --- | --- | ------------------------ | --------------- | ----------------- | -------------------- | --------------- |
| 1   | 1   | "Bangarang"              | Chris Grismer   | Michelle Lovretta | 19 de junho de 2015  | 257149-1        |
| 2   | 2   | "The Sugar Point Run"    | Chris Grismer   | Jeremy Boxen      | 26 de junho de 2015  | 257149-2        |
| 3   | 3   | "The Harvest"            | Michael Robison | Aaron Martin      | 3 de julho de 2015   | 257149-3        |
| 4   | 4   | "Vessel"                 | Andy Mikita     | Emily Andras      | 10 de julho de 2015  | 257149-4        |
| 5   | 5   | "A Glitch in the System" | Chris Grismer   | Adam Barken       | 17 de julho de 2015  | 257149-5        |
| 6   | 6   | "One Blood"              | Michael Nankin  | Annmarie Morais   | 24 de julho de 2015  | 257149-6        |
| 7   | 7   | "Kiss Kiss, Bye Bye"     | Paolo Barzman   | Michelle Lovretta | 31 de julho de 2015  | 257149-7        |
| 8   | 8   | "Come the Rain"          | Peter Stebbings | Jeremy Boxen      | 7 de agosto de 2015  | 257149-8        |
| 9   | 9   | "Enemy Khlyen"           | Paolo Barzman   | Emily Andras      | 14 de agosto de 2015 | 257149-9        |
| 10  | 10  | "Escape Velocity"        | Ken Girotti     | Michelle Lovretta | 21 de agosto de 2015 | 257149-10       |

### 2ª Temporada: 2016
| # S | # T | Título                                     | Diretor(es)         | Roteirista(s)                                                          | Exibição original     | Código de Prod. |
| --- | --- | ------------------------------------------ | ------------------- | ---------------------------------------------------------------------- | --------------------- | --------------- |
| 11  | 1   | "Dutch and the Real Girl"                  | Stefan Pleszczynski | Michelle Lovretta                                                      | 1 de julho de 2016    | 269324-2        |
| 12  | 2   | "Wild, Wild Westerley"                     | Martin Wood         | Sean Reycraft                                                          | 8 de julho de 2016    | 269324-3        |
| 13  | 3   | "Shaft"                                    | Martin Wood         | Jon Cooksey                                                            | 15 de julho de 2016   | 269324-1        |
| 14  | 4   | "Schooled"                                 | Ruba Nadda          | História por: Jennifer Kennedy & Julian Doucet Teleplay: Julian Doucet | 22 de julho de 2016   | 269324-4        |
| 15  | 5   | "Meet the Parents"                         | Jeff Renfroe        | Adam Barken                                                            | 29 de julho de 2016   | 269324-5        |
| 16  | 6   | "I Love Lucy"                              | Grant Harvey        | Jon Cooksey                                                            | 5 de agosto de 2016   | 269324-6        |
| 17  | 7   | "Heart-Shaped Box"                         | April Mullen        | Michelle Lovretta                                                      | 12 de agosto de 2016  | 269324-7        |
| 18  | 8   | "Full Metal Monk"                          | Paolo Barzman       | Sean Reycraft                                                          | 19 de agosto de 2016  | 269324-8        |
| 19  | 9   | "Johnny Be Good"                           | Stefan Pleszczynski | Adam Barken                                                            | 26 de agosto de 2016  | 269324-9        |
| 20  | 10  | "How to Kill Friends and Influence People" | Peter Stebbings     | Michelle Lovretta e Jeremy Boxen                                       | 2 de setembro de 2016 | 269324-10       |

### 3ª Temporada: 2017
| # S | # T | Título                              | Diretor(es)         | Roteirista(s)         | Exibição original     | Código de Prod. |
| --- | --- | ----------------------------------- | ------------------- | --------------------- | --------------------- | --------------- |
| 21  | 1   | "Boondoggie"                        | Stefan Pleszczynski | Michelle Lovretta     | 30 de junho de 2017   | 269324-11       |
| 22  | 2   | "A Skinner, Darkly"                 | Andy Mikita         | Michelle Lovretta     | 7 de julho de 2017    | 269324-12       |
| 23  | 3   | "The Hullen Have Eyes"              | Ruba Nadda          | Adam Barken           | 14 de julho de 2017   | 269324-13       |
| 24  | 4   | "The Lion, the Witch & the Warlord" | Paolo Barzman       | Julian Doucet         | 21 de julho de 2017   | 269324-14       |
| 25  | 5   | "Attack the Rack"                   | Jeff Renfroe        | Shernold Edwards      | 28 de julho de 2017   | 269324-15       |
| 26  | 6   | "Necropolis Now"                    | Samir Rehem         | Andrew De Angelis     | 4 de agosto de 2017   | 269324-16       |
| 27  | 7   | "The Wolf You Feed"                 | Stefan Pleszczynski | Nikolijne Troubetzkoy | 11 de agosto de 2017  | 269324-17       |
| 28  | 8   | "Heist, Heist Baby"                 | April Mullen        | Julie Puckrin         | 18 de agosto de 2017  | 269324-18       |
| 29  | 9   | "Reckoning Ball"                    | Peter Stebbings     | Adam Barken           | 25 de agosto de 2017  | 269324-19       |
| 30  | 10  | "Wargasm"                           | Stefan Pleszczynski | Michelle Lovretta     | 1 de setembro de 2017 | 269324-20       |

### 4ª Temporada: 2018
| # S | # T | Título                                                      | Diretor(es) | Roteirista(s) | Exibição original    | Código de Prod. |
| --- | --- | ----------------------------------------------------------- | ----------- | ------------- | -------------------- | --------------- |
| 31  | 1   | "The Warrior Princess Bride"                                |             |               | 20 de julho de 2018  | 269324-21       |
| 32  | 2   | "Johnny Dangerously"                                        |             |               | 27 de julho de 2018  | 269324-22       |
| 33  | 3   | "Bro-d Trip"                                                |             |               | 3 de agosto de 2018  | 269324-23       |
| 34  | 4   | "What to Expect When You're Expecting... An Alien Parasite" |             |               | 10 de agosto de 2018 | 269324-24       |
| 35  | 5   | "Greening Pains"                                            |             |               | 17 de agosto de 2018 | 269324-25       |
| 36  | 6   | "Baby, Face Killer"                                         |             |               | 24 de agosto de 2018 | 269324-26       |
| 37  | 7   | "O Mother, Where Art Thou?"                                 |             |               | 31 de agosto de 2018 | 269324-27       |